# Кремпсько (Західнопоморське воєводство)
Кремпсько (пол. Krępsko, нім. Hackenwalde) — село в Польщі, у гміні Ґоленюв Голеньовського повіту Західнопоморського воєводства.
Населення — 432 особи (2011).
У 1975-1998 роках село належало до Щецинського воєводства.

## Демографія
Демографічна структура станом на 31 березня 2011 року:
|          | Загалом | Допрацездатний вік | Працездатний вік | Постпрацездатний вік |
| -------- | ------- | ------------------ | ---------------- | -------------------- |
| Чоловіки | 236     | 54                 | 162              | 20                   |
| Жінки    | 196     | 47                 | 119              | 30                   |
| Разом    | 432     | 101                | 281              | 50                   |